# Rákóczi's Opstand

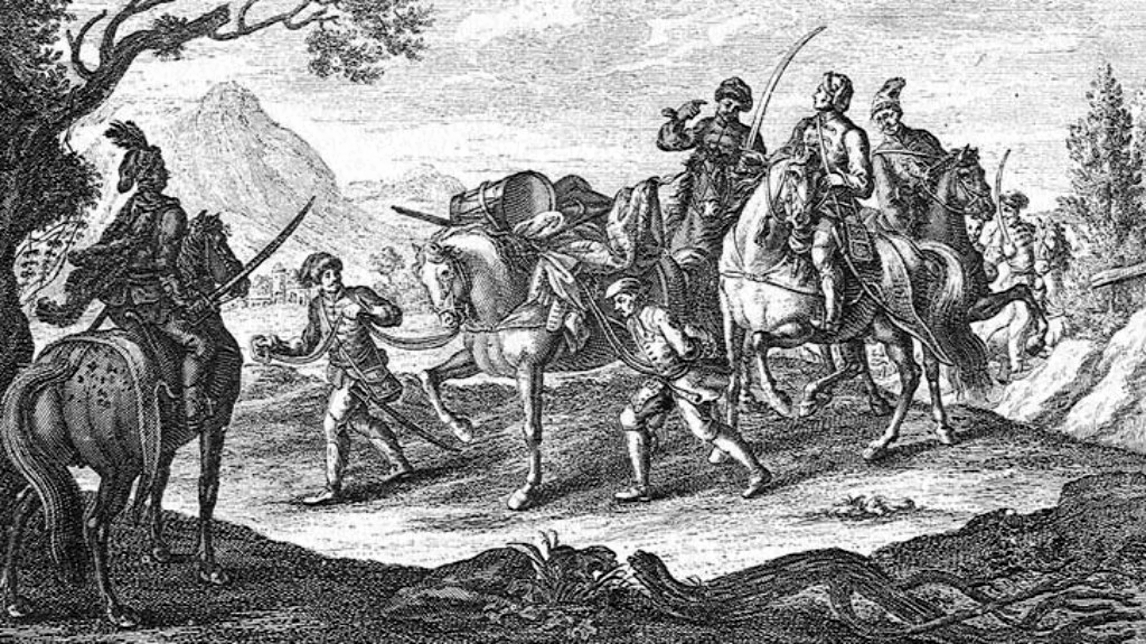
Ruiters van de opstandelingen nemen een Oostenrijkse soldaat gevangen

Rákóczi's Opstand was een onafhankelijkheidsoorlog die van 1703 tot 1711 werd gevoerd door een deel van de etnisch Hongaarse adel in het vorstendom Zevenburgen. De opstand was gericht tegen het absolutistische bewind van de Habsburgse monarchie die in Zevenburgen de plak zwaaide, en werd aangevoerd door de Hongaars-Zevenburgse edelman Frans II Rákóczi, die in 1704 vorst van Zevenburgen werd. Hierdoor wordt Rákóczi nog steeds aanzien als een Hongaarse nationale held, ook al moest hij het onderspit delven in de naar hem genoemde opstand.
De opstandelingen werden de zogenaamde kuruc-rebellen genoemd. Een groot deel van de Hongaarse adel keerde zich echter tegen de rebellen. Anderzijds kond de opstand wel rekenen op de steun van andere etnische minderheden in Hongarije, zoals de Roemeense, de Roetheense en de Slovaakse bevolking, die soms als huursoldaten meestreden tegen de Habsburgers.

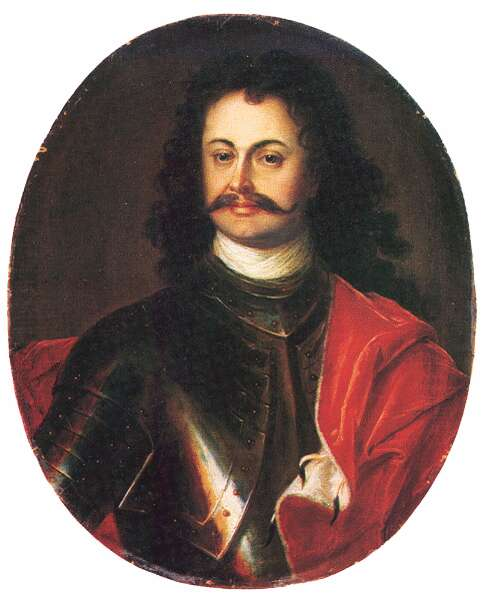
Frans II Rákóczi

De oorlog begon onder een voor Rákóczi gunstig gesternte. De Oostenrijkse aartsvijand Frankrijk had de opstandelingen steun beloofd. Bovendien waren de Habsburgers sinds 1701 verwikkeld in de Spaanse Successieoorlog. Gaandeweg nam de Franse financiële steun echter af en bleek het moeilijk zijn leger te blijven voorzien van voedsel en wapens. Rákóczi viel van zijn paard tijdens de Slag bij Trencsén in 1708, waarna de opstandige troepen hem voor dood achterlieten en vluchtten. Zijn val was uiteindelijk beslissend, aangezien vele rebellen, in de overtuiging dat Rákóczi dood was, overliepen naar het kamp van de Habsburgse keizer, hopend op diens genade.
Er kwam een einde aan de oorlog met de ondertekening van de Vrede van Szatmár in 1711. Zevenburgen werd herleid tot zijn grenzen van vóór 1526, dus zonder het Partium. In plaats van verkozen te worden door de Zevenburgse Landdag, was de vorst (vanaf 1765 grootvorst) van Zevenburgen nu definitief de Habsburgse keizer in Wenen, die een gouverneur aanstelde om het vorstendom in zijn naam te besturen.